# 小行星1539

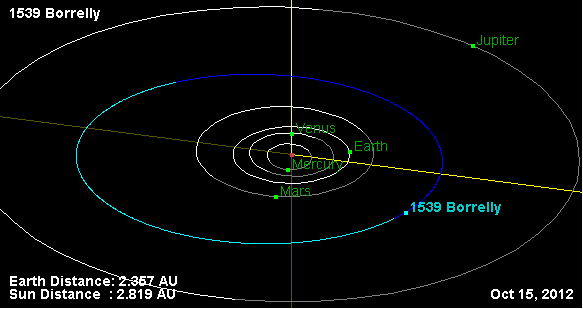
小行星1539軌道圖。

小行星1539（1539 Borrelly）是一颗绕太阳运转的小行星，为主小行星带小行星。该小行星于1940年10月29日发现。
該小行星以法國天文學家阿方斯·路易·尼古拉斯·包瑞利命名。

## 轨道参数
小行星1539的轨道半长轴为3.1500693 UA，离心率为0.183。